# Václav Pilař
Václav Pilař (Chlumec nad Cidlinou, República Checa, 13 de octubre de 1988) es un futbolista checo que juega como centrocampista en el F. C. Hradec Králové.

## Clubes
| Club                          | País            | Año       |
| ----------------------------- | --------------- | --------- |
| F. C. Hradec Králové          | República Checa | 2006-2012 |
| F. C. Viktoria Plzeň (cedido) | República Checa | 2011-2012 |
| VfL Wolfsburgo                | Alemania        | 2012-2015 |
| S. C. Friburgo (cedido)       | Alemania        | 2013-2014 |
| F. C. Viktoria Plzeň (cedido) | República Checa | 2014-2015 |
| F. C. Viktoria Plzeň          | República Checa | 2015-2018 |
| F. C. Slovan Liberec (cedido) | República Checa | 2018      |
| S. K. Sigma Olomouc           | República Checa | 2018-2020 |
| F. K. Jablonec                | República Checa | 2020-2022 |
| F. C. Viktoria Plzeň          | República Checa | 2022-2023 |
| F. C. Hradec Králové          | República Checa | 2023-     |

## Palmarés

### Títulos nacionales
| Título                               | Club                 | País            | Año  |
| ------------------------------------ | -------------------- | --------------- | ---- |
| Supercopa de la República Checa      | F. C. Viktoria Plzeň | República Checa | 2011 |
| Liga de Fútbol de la República Checa | F. C. Viktoria Plzeň | República Checa | 2015 |
| Supercopa de la República Checa      | F. C. Viktoria Plzeň | República Checa | 2015 |
| Liga de Fútbol de la República Checa | F. C. Viktoria Plzeň | República Checa | 2016 |